# Bílé noci (kniha)
Bílé noci (hebrejsky: בלילות לבנים, be-Lejlot levanim, celým názvem Bílé noci: Příběh vězně v Rusku) je autobiografické dílo Menachema Begina, šestého premiéra Izraele. Popisuje v něm své  uvěznění v pracovních táborech sovětského gulagu v letech 1940-1942. Kniha byla poprvé vydána v hebrejštině v roce 1957, v anglickém překladu vyšla roku 1977.
Spolu s popisem autorových vlastních trýznivých zážitků v táborech, kniha obsahuje také různé poznámky o skutečném chodu sovětského systému a postřehy o psychologii některých přisluhovačů tohoto systému. V době prvního vydání se objevily určité pochybnosti, zda se Begin pod tlakem „výslechu“, jímž prošel v sovětské vazbě, skutečně mohl odvážit tak směle vyjádřit vyšetřovatelům svůj sionistický pohled na svět, nicméně dokumenty NKVD, zveřejněné po skončení studené války, podporují verzi událostí tak, jak je on popsal. Český překlad této knihy k roku 2012 neexistuje.